# Le Caire
Le Caire é uma comuna francesa na região administrativa da Provença-Alpes-Costa Azul, no departamento dos Alpes da Alta Provença. Estende-se por uma área de 17,63 km². Em 2010 a comuna tinha 76 habitantes (densidade: 4,3 hab./km²).